# フドゥン
フドゥン (Hudun, ソマリ語: Xudun) はソマリア北部のスール地域にある古い町。ソマリランドとプントランドの双方が領有権を主張しており、ここ数年はソマリランドが実効支配している。

## 概要
主な住民はデュルバハンテ氏族であり、特にモハムド・ガラド、ファラー・ガラド、ボホ・ヌガーレドの3支族の影響が強い。これは、タレー、ボアメ、ブーホードレも同様である。
フドゥン地域には国内避難民のキャンプが2020年時点で14ある。フドゥンに住む国内避難民は、アウダル地域出身者が多い。

## 歴史
ソマリア独立前の1960年2月15日、イギリス領ソマリランドで初の民主選挙が行われ、議員33名の内にフドゥンからも代表が出た。
ソマリランド政府は2005年ソマリランド議会選挙の際、フドゥンが紛争地域だとしてここでの投票を実施しなかった。
2010年6月、フドゥンを拠点に反ソマリランド勢力の数百人が活動を開始。
2012年3月、フドゥン近郊のイスラーム過激団体アル・シャバブがプントランド軍により駆逐された。
2012年11月、チャツモ国の大統領がフドゥンでのソマリランド軍との戦いで勝利を宣言。
2013年1月、フドゥン南部を拠点とするチャツモ派の民兵がソマリランド軍に敗北して離散。捕らえられた民兵はブラオの刑務所に収監された。
2015年12月、プントランド政府はソマリランド政府に対し、フドゥンでソマリランド軍の支援を受けた外国企業が石油探査を行っているとして、違法行為であると警告した。
2017年8月、ソマリランド政府がフドゥンに国政選挙の投票手続きを行い、それに対してフドゥン住民がプントランドに属するとして反発し、ソマリランド軍とフドゥンの地元軍との間で戦闘が行われた。
2021年4月、フドゥン地区のセエル・ダバール・ダロルで地元氏族同士が戦闘を行った
2021年5月、2021年ソマリランド地方選挙（2021年ソマリランド議会選挙との同時選挙）では、フドゥンを始めとするデュルバハンテ氏族居住地域での投票率が前回の2005年よりも大幅に向上した。

## 教育
ソマリランド教育省の発表によると、フドゥン地区には9つの小学校、1つの中学校がある。

## 関係者
- アフメド・エルミ・オスマン（英語版） チャツモ国の元大統領で、プントランドの元副大統領。